# Death Knell (Stargate SG-1)
Death Knell (Tañido de muerte en Latinoamérica, Toque de difuntos en España) es el decimosexto episodio de la séptima temporada de la serie de televisión de ciencia ficción Stargate SG-1, y el episodio N.º 148 de toda la serie.

## Trama
En la nueva base Alfa, Jacob y Carter se encuentran estudiando un nuevo modelo de arma capaz de hacer frente a los guerreros de Anubis; cuando la base es atacada por naves Goa'uld.
En cuanto esto llega a oídos del SGC, el General Hammond envía una MALP para examinar el territorio observando que el Stargate se encuentra derribado. A pesar del riesgo de que queden Jaffas o naves en la zona, decide enviar al resto del SG1 y al SG3 en busca de los desaparecidos. Al llegar observan que el Portal es lo único intacto en varios metros a la redonda y que están en el fondo de un cráter, por lo que Teal'c concluye que se activó la autodestrucción. Sin perder la esperanza, van en busca de los posibles supervivientes. Teal'c no tarda en descubrir un resto de la armadura de uno de los guerreros de Anubis, por lo que deciden extremar precauciones. Poco después parte del personal del SGC y algún Jaffa rebelde son encontrados por el SG3 entre los árboles. Hammond envía ayuda para dar la vuelta a la puerta y el SG3 retorna con los supervivientes a la Tierra.
O'Neill encuentra a Jacob con la pierna atrapada bajo el tronco de un árbol derribado. Éste les informa de que fueron atacados por los guerreros de Anubis y que dispone del único arma capaz de vencerlos por el momento, aunque está descargada y Sam es la única que posee recarga; por lo que deberán encontrarla (suponiendo que aún siga viva).
De vuelta al SGC, con Daniel y el resto de supervivientes, Jacob informa al General Hammond de la situación y deciden preparan una UAV con un misil para intentar derribar con él al guerrero. Hammond pregunta a Reynolds y éste no sabe decirle de ninguna actividad rara que pudiera poner en peligro la base alfa, por lo que decide investigar minuciosamente todas la entradas y salidas por el Stargate producidas en los últimos días.
Jack y Teal'c siguen buscando y encuentran huellas de la Mayor y del guerrero.
En el SGC, Jacob cuenta a Daniel la persecución del guerrero hacia ellos; y deducen que la razón del ataque era el conocimiento de la creación del arma, por lo que alguien, voluntaria o involuntariamente, tuvo que hacer llegar esa información a Anubis. Mientras Hammond interroga al líder Jaffa, éste le hace saber que es posible que los Tok'ra tenga un infiltrado entre las filas de Olokun, que podŕia metarlo y liberar a los Jaffas a su servicio para que se unieran a los rebeldes (en vez de perecer en los ataques contra Anubis), por lo que envió a un grupo de diez Jaffas contra Olokun para liberarlos. Cuando el General Hammond le pregunta si tiene noticias de ellos, lo desmiente, y pide permiso para ir a la base Beta a averiguar que ha pasado.
Jack y Teal'c siguen las huellas e informan al General de su situación, quien envía la UAV para apoyarlos. Mientras, Sam sigue escapando del guerrero.
En el SGC Jacob desmiente saber nada del infiltrado y en ese momento M'Zel retorna de la base Beta. Informa a Hammond y Jacob de que Olokun fue capturado y miles de Jaffas asesinados, incluyendo al espía Tok'ra. Jacob sigue convencido de que de haber tal espía él lo sabría, pero Hammond ya empieza a dudar que le puedan estar ocultando algo a Jacob. Hammond interroga a Delek, el no parece estar muy colaborador.
Carter es avistada por el guerrero mientras bebe agua del río, y la persigue; ocultándose ésta en el bosque.
Selmak acude a ver a Delek, quien le confiesa que le habían estado ocultando información, pues desconfían de ella por la posible influencia de Jacob sobre ella; y que lo habŕia desvelado a los Tauri. Jacob informa a Hammond. Hammond le pone al corriente de que en la base Beta hay disputas entre Jaffas y miembros de la Tok'ra e invita a Jacob a ir para intentar calmar las cosas.
Cuando la UAV es avistada por el guerrero de Anubis, la derriba y Sam va a buscarla. Jack y Teal'c son informados por el Sargento Siler, y se dirigen en la dirección donde debió caer la UAV.
En el SGC, Jacob pide ayuda a M'Zel para dirigirse a toda la base Beta y seguir unidos. M'Zel le dice que no todos los de la Tok'ra piensan como Selmak, por lo que, a día de hoy, esa reconciliación es imposible.
Carter localiza la UAV, y prepara el misil para disparar al guerrero. Tras disparar el misil el guerrero queda bajo una capa de roca, pero vuelve a salir de ella. En ese momento llegan O'Neill y Teal'c. Este último, distrae al guerrero; mientras O'Neill coge la fuente de energía de Carter y termina con el guerrero.
En el SGC, lo poco que quedaba en pie de la alianza, se desmorona; al retirarse Tok'ra y Jaffas de la base.

## Artistas invitados
- Carmen Argenziano como Jacob Carter/Selmak.
- Sebastian Spence como Delek.
- Mark Gibbon como M'zel.
- Eric Breker como el Coronel Reynolds.
- Dan Shea como el Sargento Siler.
- Nels Lennarson como el Mayor Green
- Sam MacMillan como el Teniente Glenn.
- Dan Payne como Guerrero Kull.[3]
- Gary Jones como Walter Harriman.[3]